# Szwałk
Szwałk (Duits: Klein Schwalg; 1938-1945: Schwalg) en Szwałk (osada) zijn een plaats en een nederzetting in het Poolse woiwodschap Ermland-Mazurië, in het district Olecki. De plaats maakt deel uit van de landgemeente Kowale Oleckie en telt 130 inwoners.